# CT.04 (Vietnam)

De CT.04

De CT.04 of Đường cao tốc Hà Nội - Hải Phòng (Hanoi - Haiphong Expressway) is een autosnelweg in Vietnam. De autosnelweg is 105 kilometer lang. De CT.04 werd aangelegd tussen 2009 en 2015.
CT.01 ·
CT.02 ·
CT.03 ·
CT.04 ·
CT.05 ·
CT.06 ·
CT.07 ·
CT.08 ·
CT.09 ·
CT.10 ·
CT.11 ·
CT.12 ·
CT.13 ·
CT.14 ·
CT.15 ·
CT.16 ·
CT.17 ·
CT.18 ·
CT.18 ·
CT.19 ·
CT.20 ·
CT.21 ·
CT.22 ·
CT.23 ·
CT.24 ·
CT.25 ·
CT.26 ·
CT.27 ·
CT.28 ·
CT.29 ·
CT.30 ·
CT.31 ·
CT.32 ·
CT.33 ·
CT.34 ·
CT.35 ·
CT.36 ·
CT.37 ·
CT.38 ·
CT.39 ·
CT.40 ·
CT.41 ·
CT.42